# Ralph Benatzky
Ralph Benatzky (født 5. juni 1884 i Moravské Budějovice, Tjekkiet, død 26. oktober 1957 i Zürich, Schweiz) (oprindelig Rudolph Josef František Benatzky) var en østrigsk komponist, der bl.a. er kendt for lystspillet Sommer i Tyrol.
Benatzky påbegyndte en militær karriere, da han i 1899 indtrådte i den kejserlige kadetskole i Wien. Som fænrik blev han i 1904 løjtnant i et infanteri-regiment og var udstationeret i Prag og i Kolomea (nuværende Kolomyja) i Galicien indtil han i 1907 fik orlov på grund af sygdom og endelig i 1909 helt måtte forlade den militære karriere.
Herefter studerede han germanistik, filosofi og musik i Prag og Wien, og han fik en doktorgrad i filosofi på grund af sit arbejde med Goethe og das Volkslied. I wiener kabareten "Hölle" blev hans første chansons sunget i 1908/09 og han kaldte sig nu Ralph Benatzky. Hans første større succeser fulgte i 1910, da han var kabaretleder i "Bonbonniere" i München i Tyskland. 
I 1909/10 lærte han kabaret-sangerinden Josma Selim at kende, og han blev hendes hovedkomponist og klaverledsager, og i 1914 giftede de sig. De optrådte flere steder i Europas hovedstæder med deres eget chansonprogram Heitere Muse. I 1910 skrev Benatzky sin første operette. Flere operetter fulgte, og med operetten Liebe im Schnee fik han i 1916 sin første operettesucces på Ronacher Theater i Wien.
Med revyen An alle i Großes Schauspilhaus i Berlin begyndte han i 1924 samarbejde med regissøren Erik Charell. Han bosatte sig fra 1927 i Berlin sammen med sin kone, idet indtjeningsmulighederne var bedre her. Fra 1928 komponerede han trilogien af såkaldte "historiske revyoperetter": Casanova (1928), Die drei Musketiere (1929) og højdepunktet Sommer i Tyrol (Im weißen Rössl) (1930). Det særlige ved stykkerne var, at de kombinerede allerede velkendt musik med 1920'ernes jazz-klange. Benatzky betegnede selv Die drei Musketiere som en musik "fra i går og i dag". Med "Sommer i Tyrol" lykkedes det Benatzky at kombinere kendt folklore med moderne danserytmer og fik dermed stor berømmelse på verdensplan. Benatzky var imidlertid ikke selv helt tilfreds med "Sommer i Tyrol", fordi han var ansvarlig for hele den musiske sammensætning af værket men af Charell fik at vide, at han ikke måtte komponere hele musikken selv, og i sidste øjeblik fik Benatzky at vide, at sangene skulle forfattes af Robert Gilbert på trods af at Charell havde lovet noget andet.
"Sommer i Tyrol" gav dog så meget indtægt, at Benatzky fik mulighed for at købe en villa i Thun i Schweiz. I 1932 forlod Benatzky Berlin og flyttede med sin anden hustru, den jødiske danserinde Melanie Hoffmann til Schweiz, idet Benatzky var opmærksom på de politiske vinde i Tyskland.
Ved siden af de store revyer og revyoperetterne viede Benatzky fra slutningen af 1920'erne sit musikalske virke til de lidt mindre musikalske lystspil, hvor han også havde ansvaret for teksterne. Her lavede han kendte værker som Adieu Mimi (1926), Meine Schwester und ich (1930), Bezauberndes Fräulein (1933) og Das kleine Café (1934).
Han skrev Hollywood-parodioperetten Axel an der Himmelstür til Zarah Leander på Theater an der Wien i 1936. Operetten gjorde hende berømt uden for Sverige. Da det tyske Universum Film AG engagerede hende, insisterede hun på, at Benatzky skulle være komponist til hendes første musikfilm Zu neuen Ufern (1937), og han skrev de to evergreens Yes, Sir! og Ich steh' im Regen.
I juni 1938 forlod han Schweiz og tog til Hollywood, hvor han havde indgået en kontrakt med Metro-Goldwyn-Mayer. Da han imidlertid ikke var tilfreds med arbejdsvilkårene, frigjorde han sig igen fra kontrakten. Da han ikke kunne opnå et schweizisk statsborgerskab emigrerede han endeligt til USA i 1940 og fungerede en årrække som dirigent for sit eget radiokapel. Han oversatte de amerikanske tekster til Porgy og Bess og William Somerset Maughams memoirer. Med Benatzkys oversættelse havde Porgy og Bess førsteopførelse i Tyskland efter 2. verdenskrig.
I 1948 slog Benatzky sig ned i Zürich og i 1953 skrev han sin selvbiografiske roman In Dur und Moll. Benatzky døde 73 år gammel i 1957, og han blev efter eget ønsket begravet i Sankt Wolfgang im Salzkammergut, som spiller en hovedrolle i hans mest kendte operette "Sommer i Tyrol".

## Værker
- 1911 Laridon (Operette)
- 1911 Cherchez la femme (Operette)
- 1915 Ich muß wieder einmal in Grinzing sein (Operette)
- 1916 Liebe im Schnee' (Operette)
- 1925 Für Dich
- 1926 Adieu Mimi (Musikalisches Lustspiel)
- 1928 Casanova (Historisk Revy-operette med anvendelse af musik af Johann Strauß (den yngre))
- 1929 Die drei Musketiere (Ein „Spiel aus romantischer Zeit mit der Musik von gestern und heute“)
- 1930 Im weißen Rößl (Sommer i Tyrol) (Syngespil)
- 1930 Meine Schwester und ich (Musikalsk lystspil)
- 1933 Bezauberndes Fräulein (Musikalsk lystspil)
- 1934 Das kleine Café (Musikalsk lystspil)
- 1936 Axel an der Himmelstür (Musikalsk lystspil)
- 1936 Herzen im Schnee (Revy-operette)
- 1940 Angielina (Musikalsk lystspil)